# Riddarholmsbroarna

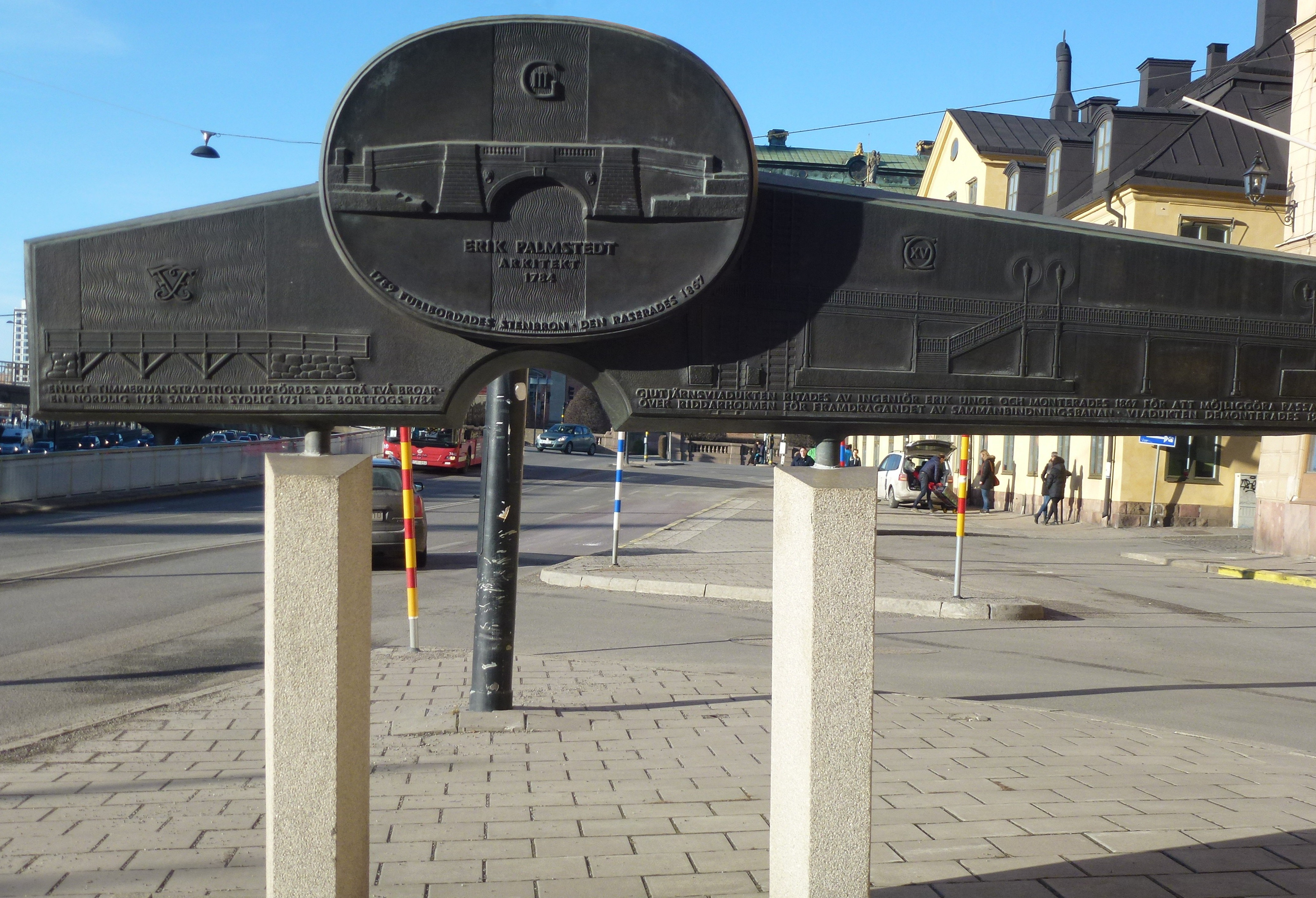
Riddarholmsbroarna, Südseite

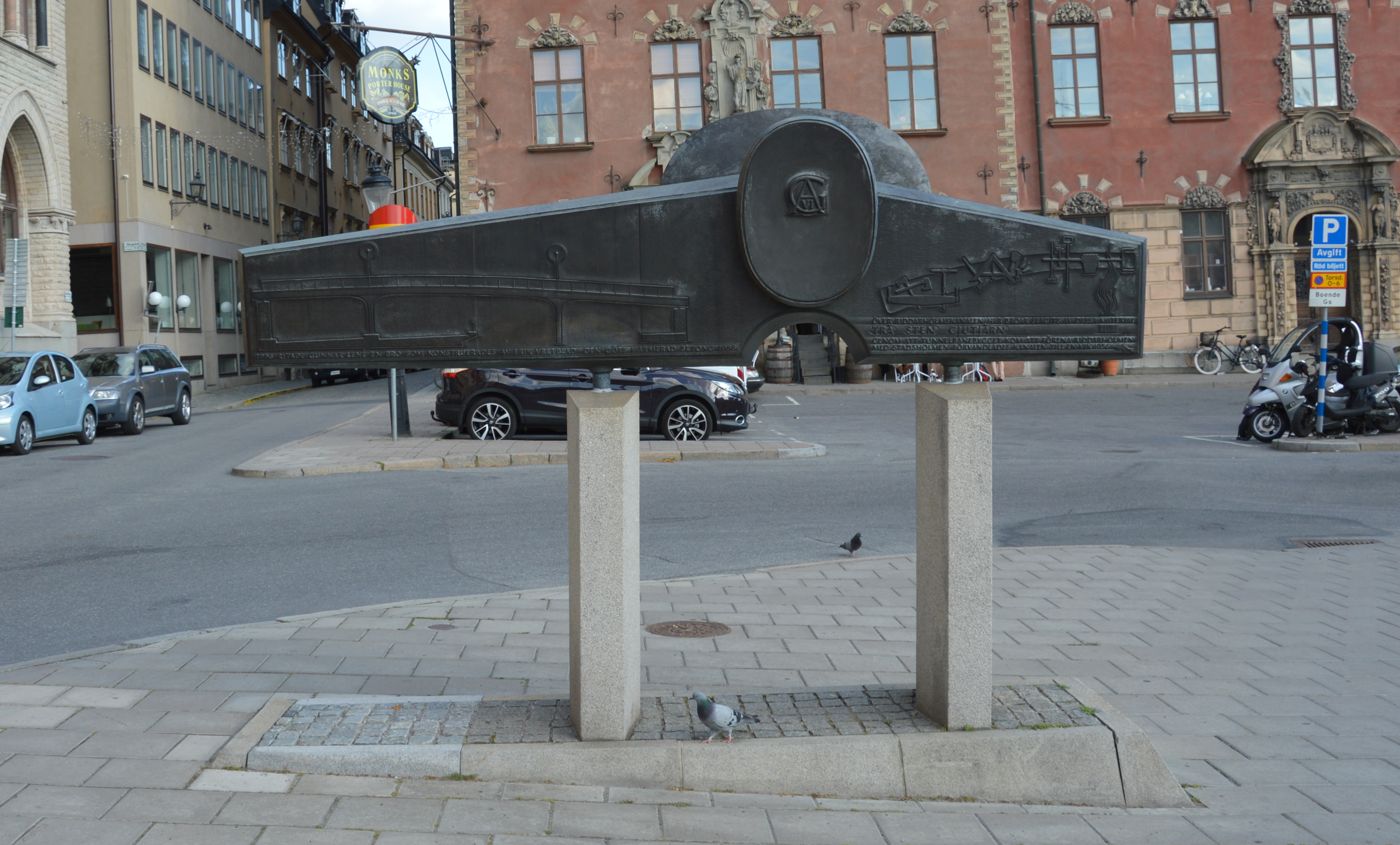
Nordseite

Riddarholmsbroarna ist eine von Bengt Inge Lundkvist geschaffene Skulptur in Stockholm in Schweden.
Sie befindet sich an der Adresse Munkbron 7 auf der Westseite der Stockholmer Altstadt Gamla stan.
Die 1981 aufgestellte und zwischen 1970 und 1975 geschaffene Bronzeskulptur erinnert an die verschiedenen Brücken, die Gamla stan mit der etwas weiter westlich gelegenen Insel Riddarholmen verbanden. Das Denkmal besteht aus zwei schlanken Säulen aus Granit, auf denen ein längliches, an eine stilisierte Brücke erinnerndes Bronzestück ruht. Auf der Bronze sind als Relief die vier Brücken dargestellt, die zwischen den beiden Inseln bestanden bzw. bestehen.
Links auf der Südseite ist die 1738 und eine weitere 1751 errichtete Holzbrücke zu erkennen, die bis 1784 bestanden. In einem großen Oval ist die erste Steinbrücke zu sehen, die vom Architekten Erik Palmstedt von 1784 bis 1789 errichtet wurde und bis 1867 existierte. Rechts hiervon ist die 1867 von Erik Adolf Unge gebaute gusseiserne Brücke zu sehen. Sie bestand bis 1952. Auf der Nordseite der Bronze befindet sich eine Abbildung der heutigen Stahlbetonbrücke. Sie entstand 1956 nach Entwürfen des Architekten Gunnar Lené unter Leitung des Ingenieurs Erik Wretblad. Die Brücken sind jeweils mit einem Monogramm des zur jeweiligen Bauzeit regierenden Königs, Adolf Fredrik, Gustav III., Karl XV. und Gustaf VI. Adolf, versehen. Darüber hinaus geben Inschriften in Schwedisch die Geschichte der Brücken wieder.